# Claude-Nicolas Ledoux
Pour les articles homonymes, voir Ledoux.
Claude-Nicolas Ledoux (Dormans, 21 mars 1736 - Paris, 18 novembre 1806) est un architecte, urbaniste et utopiste français.
Très actif à la fin de l'Ancien Régime, il est l'un des principaux créateurs du style néoclassique. Beaucoup de ses constructions sont détruites au XIXe siècle.

## Biographie
Claude-Nicolas Ledoux naît le 21 mars 1736 à Dormans, bourg de l'actuel département de la Marne. Il est le fils d'un modeste marchand champenois. Sa mère, Françoise Dominos, et sa marraine, Françoise Piloy, l'initient au dessin, ainsi qu'il le rapporte lui-même. La protection de l'abbé de Sassenage lui permet d'obtenir une bourse et d'étudier à Paris au collège de Beauvais (1749-1753), où il découvre les littératures anciennes. Il est ensuite employé chez un graveur et étudie l'architecture sous la direction de Jacques-François Blondel. Professant une admiration sans bornes pour l'Antiquité régénératrice, il se montre très critique de l'architecture de son temps.
Il fait un stage dans le cabinet de Pierre Contant d'Ivry, et entre également en rapport avec celui de Jean-Michel Chevotet, deux maîtres susceptibles de lui procurer d'utiles relations parmi leurs riches clientèles : grâce à Contant d'Ivry, Ledoux entre en rapport avec le baron Crozat de Thiers qui lui confie l'aménagement d'un appartement dans son hôtel de la place Vendôme. Parmi les clients de Chevotet, il fait la connaissance du président Hocquart et entre dans les bonnes grâces de la présidente et de sa sœur, Mme de Montesquiou.
Contant et Chevotet incarnent alors un style Louis XV en voie de passer de mode, mais sans doute par l'intermédiaire de Louis-François Trouard, qui est revenu de Rome en 1757, Ledoux découvre l'architecture antique, notamment les temples de Paestum, qui vont exercer une grande influence sur son esthétique, et l'œuvre de Palladio.

### Les œuvres de jeunesse (1762-1770)
En 1762, le jeune Ledoux crée pour le café Godeau, rue Saint-Honoré, fréquenté par des officiers, l'époustouflant décor conservé depuis 1969 au musée Carnavalet : sur les murs, il dresse, en guise de pilastres, des faisceaux de piques sommés de casques, entre lesquels il fait alterner des miroirs avec de larges panneaux ornés de trophées d'armes, d'un dessin original et hardi.

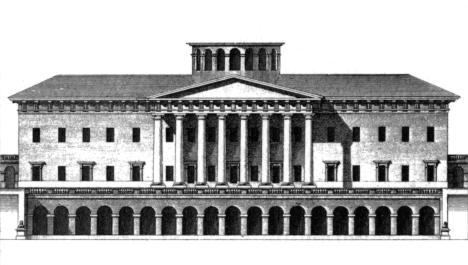
Château de Mauperthuis, 1763 (détruit).

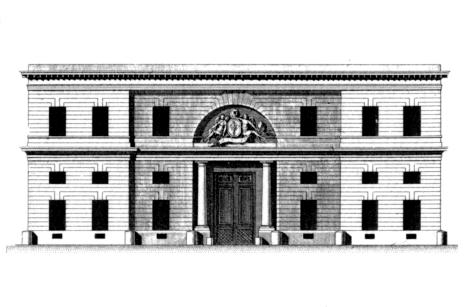
Hôtel d'Hallwyll, 1766. Élévation de la façade sur la rue Michel-le-Comte.

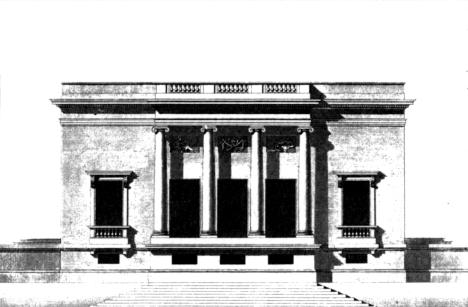
Pavillon de Mme du Barry, Louveciennes, 1770-1771.

L'année suivante, le marquis Anne-Pierre de Montesquiou-Fézensac fait appel à Ledoux dans son vaste domaine de Mauperthuis, dans la Brie. L'architecte rebâtit le château au sommet d'une colline, crée des jeux d'eau alimentés par un aqueduc, une orangerie, une faisanderie et de vastes dépendances dont seuls subsistent aujourd'hui quelques vestiges. En somme, Ledoux devient un acteur important de l’architecture qui dépend de la commune de Mauperthuis.
Pour  Jean-Hyacinthe-Emmanuel Hocquart, il bâtit en 1764 à la chaussée d'Antin un pavillon de style palladien orné, comme le château de Mauperthuis, d'un ordre colossal, forme que Ledoux devait décliner fréquemment, et que condamne, en principe, la stricte tradition française, fidèle au principe de superposition des ordres.
Simultanément, Jean-Hyacinthe-Emmanuel Hocquart lui fait reprendre et agrandir son château de Montfermeil, à 15 km de Paris. Claude Nicolas Ledoux fait ajouter sur chaque façade un avant-corps central surmonté d'un fronton triangulaire et le fait prolonger, côté parc, par deux ailes plus basses.
Le 26 juillet 1764 à Saint-Eustache, Ledoux épouse Marie Bureau, fille d'un musicien du Roi. Un ami champenois, Joseph Marin Masson de Courcelles, lui obtient une place d'architecte des Eaux et forêts en remplacement de Claude-Louis Daviler. Pour le compte de cette administration, il travaille, entre 1764 et 1770, à réparer ou à construire des dépendances du domaine forestier telles que des églises, ponts, puits, fontaines, écoles, dans le Tonnerrois, le Sénonais et le Bassigny. Parmi les témoignages conservés de cette activité, on peut citer le pont de Marac, le pont Prégibert à Rolampont, les églises de Fouvent-le-Haut, de Roche-et-Raucourt, de Rolampont, de Cruzy-le-Châtel (nef, collatéraux et premier ordre du portail), le chœur de Saint-Étienne d'Auxerre, la nouvelle église (aujourd'hui détruite) de l'abbaye de Reigny.
À Paris, Ledoux se fait connaître en 1766 avec l’Hôtel d'Hallwyll, dans le quartier du Marais. Les commanditaires, Franz-Joseph d'Hallwyll, colonel des Suisses et sa femme, Marie-Thérèse Demidorge, veillent de près à la dépense. Ledoux doit réutiliser une partie des bâtiments existants, et imagine deux colonnades doriques conduisant à un nymphée orné d'urnes renversées pour tenir lieu du jardin que l'exiguïté de la parcelle ne permet pas d'aménager. Il fait peindre une colonnade en trompe-l'œil sur le mur aveugle du couvent de Carmélites voisin, de l'autre côté de la rue de Montmorency, afin d'étendre la perspective, procédé astucieux qui frappe les contemporains.
Ce bâtiment relativement modeste lui permet d'obtenir en 1767 la commande beaucoup plus importante du somptueux hôtel d'Uzès, construit pour François Emmanuel de Crussol, duc d'Uzès, rue Montmartre. Là aussi, Ledoux conserve les structures d'un bâtiment plus ancien. Les boiseries du salon de compagnie, sculptées par Joseph Métivier et Jean-Baptiste Boiston, sont conservées aujourd'hui au musée Carnavalet : elles constituent un exemple précoce du style néoclassique.
Le château de Bénouville, au nord de Caen, est construit en 1768-1769 pour le marquis de Livry. Avec ses volumes massifs, son vaste péristyle, c'est la plus importante des œuvres de jeunesse de Ledoux. On remarque particulièrement le superbe escalier d'honneur sous coupole conduisant au premier étage.
Ledoux fait un voyage en Angleterre dans les années 1769-1771 où il peut se familiariser avec le palladianisme, et ses figures obligées telles que les serliennes, dont il usera. Il construit de nombreux pavillons de style palladien, de volume généralement cubique et ornés d'un péristyle qui donne de l'allure même aux constructions de petite taille. Dans ce genre, il bâtit à la chaussée d'Antin la maison de la Guimard, célèbre danseuse, la maison de Mlle Saint-Germain, rue Saint-Lazare, le pavillon d'Attilly au faubourg Poissonnière, le pavillon du poète Saint-Lambert à Eaubonne, et surtout le pavillon de musique de Madame du Barry à Louveciennes, inauguré le 2 septembre 1771.

### La maturité
Sa réputation s'affirmant, Ledoux commence à construire des édifices beaucoup plus ambitieux, comme l’hôtel de Montmorency du boulevard des Capucines à la chaussée d'Antin, qui comporte en façade un ordre ionique sur un soubassement rustique et un toit à l'italienne orné des statues de huit connétables. Mais, constatant l'appauvrissement relatif de la noblesse, il cherche à se rapprocher des milieux de la finance, aux moyens beaucoup plus considérables.
Dans le même temps, il suit de près les opérations des administrations et songe à se mettre à leur service, ne dédaignant pas des travaux à la frontière entre les compétences de l'architecte et celles de l'ingénieur. Grâce à la protection de Madame du Barry, Ledoux devient commissaire aux Salines de l'Est, dont la modernisation était engagée à la suite de la construction du canal de Bourgogne. Il est ensuite promu, en 1771, inspecteur des salines de l'État en Franche-Comté. En 1773, il entre à l'Académie royale d'architecture.

#### La saline royale d'Arc-et-Senans (1774-1779)

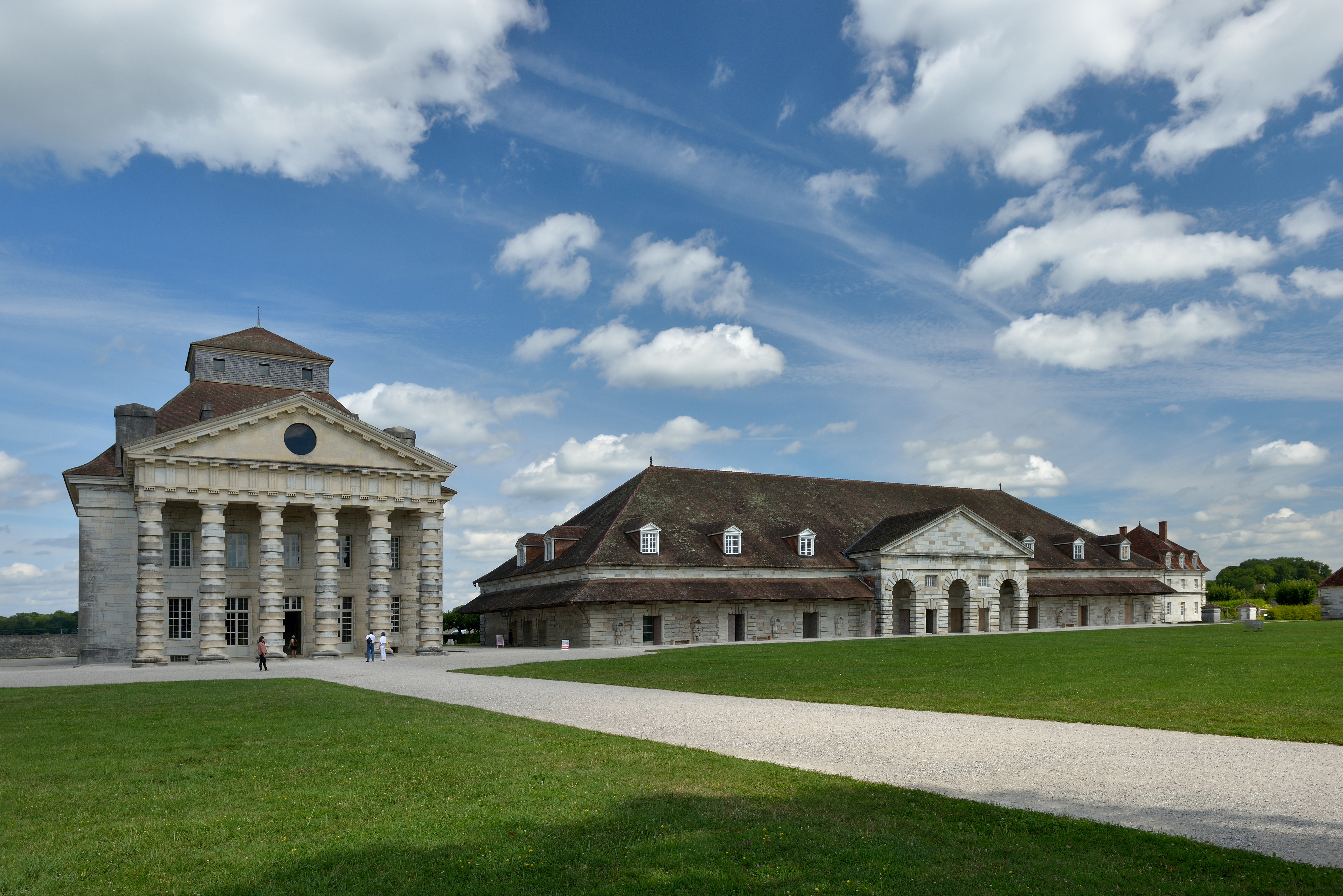
Saline royale d'Arc-et-Senans : à gauche, la maison du directeur.

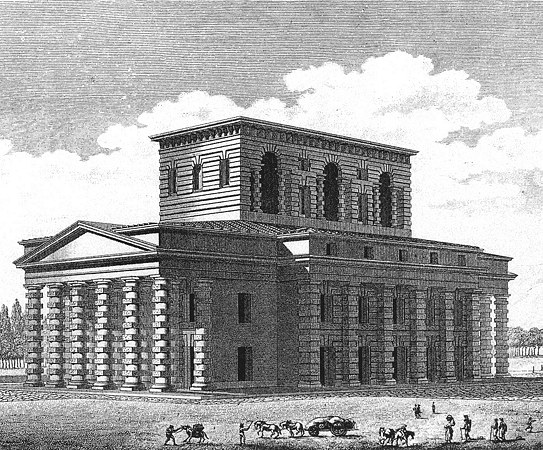
Saline royale d'Arc-et-Senans : projet initial pour la maison du directeur.

Le sel est alors une denrée d'autant plus essentielle qu'elle sert à conserver certains aliments comme la viande ou le poisson. Sa consommation supporte un impôt fort impopulaire, la gabelle, perçu par la ferme générale. En Franche-Comté, du fait de l'existence dans le sous-sol de gisements de sel gemme, on trouve des puits salés dont on extrait le sel par ébullition de la saumure dans des chaudières chauffées au bois.
Aux salines de Salins et de Montmorot, les chaudières sont construites près des puits et l'on amène le bois des forêts voisines. Près du premier de ces sites, les fermiers généraux décident d'expérimenter une autre méthode : construire une usine d'extraction du sel à proximité de la forêt de la Chaux, au lieu-dit le Val d'Amour, entre les villages d'Arc et de Senans, et y amener l'eau salée par une canalisation.
Construite entre 1774 et 1779, la saline royale d'Arc-et-Senans (Doubs), sur des plans approuvés par Louis XV et par Trudaine, est le chef-d'œuvre de Ledoux. On peut y accéder par une route rectiligne tracée à travers la forêt de Chaux. L'entrée, précédée par un péristyle d'ordre dorique, dont les proportions massives, d'allure archaïsante, sont copiées de Paestum, est logée dans une grotte qui donne l'impression de pénétrer dans une mine de sel. L'alliance des colonnes, motif archétypal du néoclassicisme, et de la grotte ornée de concrétions, qui évoque les créations de la Renaissance, marque l'opposition, mais aussi l'articulation, entre les forces élémentaires de la nature et le génie organisateur de l'homme, qui traduit les réflexions du XVIIIe siècle – on pense notamment à Jean-Jacques Rousseau – sur le rapport entre la technique et la nature.
L'entrée donne sur un vaste espace semi-circulaire entouré de dix bâtiments qui s'ordonnent sur la demi-circonférence et son diamètre. Sur la partie circulaire, on trouve la tonnellerie, la forge et les deux bâtiments d'habitation pour les ouvriers ; sur la partie rectiligne, les ateliers d'extraction du sel (ou bernes) alternent avec des bâtiments administratifs dont, au centre, le pavillon du directeur, qui contient à l'origine la direction et la chapelle.
La signification de ce plan est ambivalente : le cercle, figure parfaite, évoque l'harmonie de la Cité idéale, lieu de la concorde dans le travail commun ; mais il rappelle aussi les théories contemporaines de l'organisation et de la surveillance, particulièrement le « panoptisme » de Jeremy Bentham.
La saline peine à entrer dans une phase de production industrielle et rentable, en raison de la concurrence des marais salants. Devenue obsolète avec l'apparition de nouvelles technologies, elle ferme ses portes en 1895. Le rêve d'achèvement d'une manufacture, conçue à la fois comme une demeure royale et une nouvelle ville, prend fin.

#### Le théâtre de Besançon

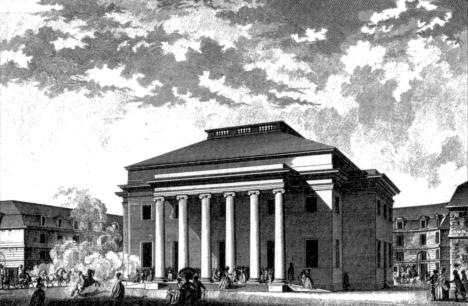
Théâtre de Besançon, 1784.

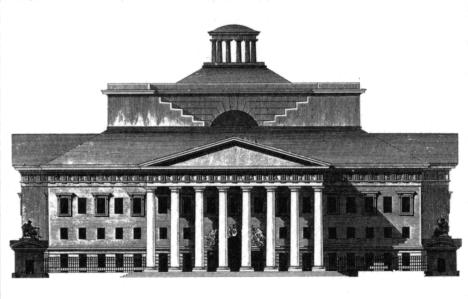
Projet de palais de justice d'Aix-en-Provence.

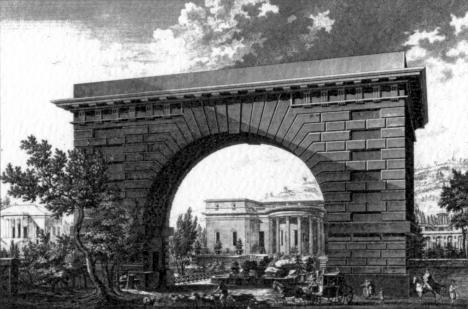
Hôtel de Thélusson, 1778.

Faisant de fréquents séjours en Franche-Comté en raison de ses fonctions, Ledoux est choisi pour construire le théâtre de Besançon. Les salles de spectacles publiques sont encore peu nombreuses en France.
Jusqu'alors, l'usage est que les nobles seuls étaient assis, le peuple restant debout. Mais cet état de fait suscite des critiques auxquelles Ledoux, qui conçoit le théâtre comme une communion de tous les spectateurs, à caractère quasi religieux, souhaite répondre. Il trouve dans l'intendant de Franche-Comté, Charles-André de Lacoré, un esprit éclairé qui consent à le suivre. Ainsi le théâtre de Besançon se trouve-t-il être le premier dont le parterre est garni de fauteuils destinés aux abonnés. Les officiers s'installent au premier balcon, la noblesse occupe les premières loges et la bourgeoisie les secondes, tandis que le peuple a des places assises dans l'amphithéâtre : ainsi le théâtre peut-il être à la fois le lieu de la communion et celui d'une stricte hiérarchie des classes.
Avec l'aide du machiniste Guillaume Dard du Bosco, élève de Servandoni, Ledoux dote la cage de scène, à laquelle il donne un grand volume, de tous les perfectionnements. Il est le premier à dissimuler les musiciens dans une fosse d'orchestre.
L'édifice est inauguré en 1784 et reçoit des éloges. Le théâtre est détruit le 26 avril 1958 par un incendie et n'est rénové qu'en 1995, avec l'esthétique contemporaine que l'on lui connaît aujourd'hui.
Ledoux présente ensuite un projet pour le théâtre de Marseille, mais il n'est pas retenu. Autre revers, en 1784, on lui préfère Pierre-Adrien Pâris pour la construction du nouvel hôtel de ville de Neuchâtel. Si le projet spectaculaire qu'il conçoit pour le palais de justice et la prison d'Aix-en-Provence reçoit, après bien des difficultés, un commencement d'exécution en 1786, il est interrompu par la Révolution française alors que les murs ne dépassent pas la hauteur du rez-de-chaussée.
La loge féminine de la Candeur se réunit dans l'hôtel qu'il avait construit, rue des Petites-Écuries, pour Mme d'Espinchal. Il est désormais bien introduit dans le milieu de la finance. Pour le trésorier des maréchaussées, Préaudeau de Chemilly, il dessine le parc de Bourneville près de La Ferté-Milon. Pour la veuve du banquier genevois Thélusson, ancien associé de Necker, il construit l'hôtel Thellusson que tout Paris vient visiter : niché au cœur d'un jardin paysager, il ouvrait sur la rue de Provence par un immense porche en forme d'arc triomphal aux piles surbaissées ; les voitures pénétraient jusqu'à l'intérieur de l'hôtel dans un passage circulaire et le salon central, également circulaire, avait en son centre un rocher qu'enveloppait une colonnade.
Rue Saint-Georges, pour le créole Jean-Baptiste Hosten (1741-1802), Ledoux construit également un ensemble d'immeubles locatifs selon un principe constructif qui pouvait se développer à l'infini. Rue Saint-Lazare, autour d'un entrepôt de commerce, il dessine les jardins de Zéphyr et de Flore, dont Hubert Robert a fixé l'apparence.

#### L'architecte de la ferme générale

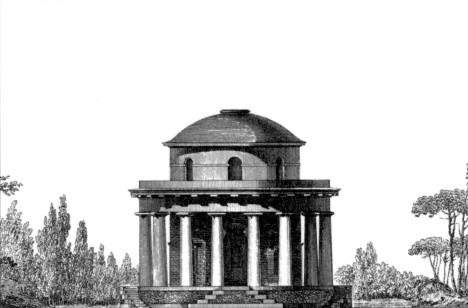
Rotonde de Chartres (aujourd'hui : entrée du parc Monceau).

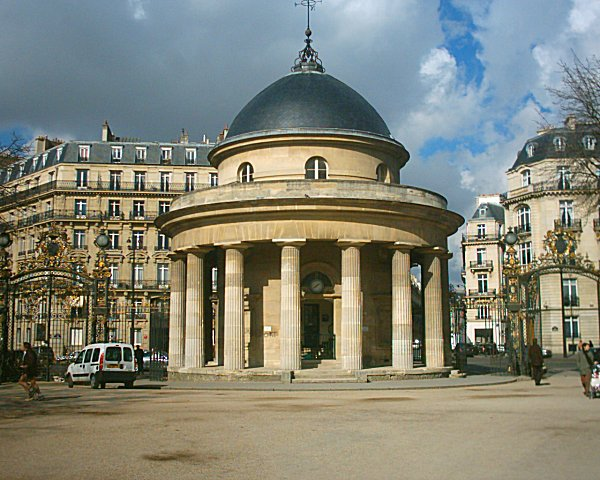
Barrière de Chartres, rotonde du parc Monceau.

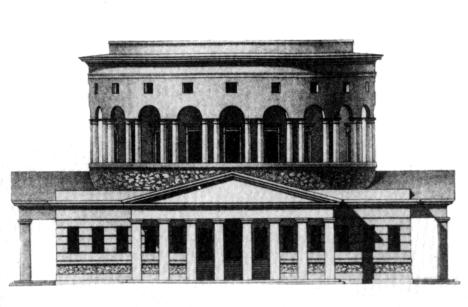
Barrière Saint-Martin, rotonde de la Villette.

Dans la suite de ses travaux franc-comtois, Ledoux était devenu architecte de la Ferme générale. Pour cette compagnie, il construit un grenier à sel à Compiègne et entreprend de dresser un vaste siège rue du Bouloi à Paris.
Charles Alexandre de Calonne étant contrôleur général des finances, la Ferme obtient, sur une idée du chimiste et fermier général Lavoisier, de dresser une barrière autour de Paris pour limiter la contrebande qui occasionnait une évasion importante des droits d'octroi : ce fut le fameux mur des Fermiers généraux qui devait avoir 6 lieues de tour (24 kilomètres) et comporter 60 bureaux de perceptions (voir la Liste des barrières de Paris). Ledoux est chargé de dresser ces édifices, qu'il baptisa pompeusement « les Propylées de Paris » et auxquels il voulut donner un caractère de solennité et de magnificence tout en mettant en pratique ses idées sur les liens nécessaires entre la forme et la fonction.
Pour couper court aux protestations de la population parisienne, l'opération est menée tambour battant : 50 barrières d'octroi sont construites entre 1785 et 1788. La plupart ont été détruites au XIXe siècle ; il en subsiste un très petit nombre, dont celles de La Villette et de la place Denfert-Rochereau sont les seules à ne pas avoir été dénaturées. Dans certains cas, la porte était encadrée de deux bâtiments identiques ; dans d'autres, elle ne comportait qu'un seul bâtiment. Les formes se rattachaient à quelques grands types : la rotonde (Monceau, Reuilly) ; la rotonde surmontant une croix grecque (La Villette, La Rapée) ; le cube à quatre péristyles (Picpus) ; le temple grec (Gentilly, Courcelles) ; la colonne (le Trône). À l'Étoile, les pavillons, flanqués de colonnes faisant alterner les éléments cubiques et cylindriques, évoquaient le bâtiment de la direction d'Arc-et-Senans ; au bureau des Bonshommes, une abside ouverte par un péristyle rappelait le pavillon de la du Barry et l'hôtel de la Guimard. L'ordre employé était généralement le dorique grec. Ledoux avait également multiplié les bossages rustiques.
Les critiques d'ordre politique adressées à cette construction audacieuse se doublent de critiques esthétiques pour l'architecte, accusé d'avoir pris des libertés excessives avec les canons antiques, par des commentateurs tels que Dulaure ou Quatremère de Quincy. Bachaumont dénonce un « monument d'esclavage et de despotisme ». Dans son Tableau de Paris (1788), Louis-Sébastien Mercier stigmatise « les antres du fisc métamorphosés en palais à colonnes », et s'exclame : « Ah ! Monsieur Ledoux, vous êtes un terrible architecte ! » Ledoux, livré en pâture à l'opinion, est révoqué de ses fonctions en 1787 tandis que Necker, succédant à Calonne, désavoue l'entreprise. Une épigramme avait été rédigée en novembre 1787 :
En vain de la muraille immense

Dont tu nous cernes dans Paris,

Par des brocards et des écrits

On persiffle l'extravagance.

Pour moi j'approuve ta raison,

Et j'estime ton plan fort sage ;

Ledoux, selon un vieux adage,

Il faut embellir sa prison.
— Mémoires secrets pour servir à l'Histoire de la République des Lettres en France, 1787

### Les temps difficiles
Au même moment, les travaux du palais de Justice d'Aix-en-Provence sont suspendus, Ledoux est accusé de pousser le Trésor à des dépenses inconsidérées.
Lorsque la Révolution éclate, sa riche clientèle prend le chemin de l'émigration ou périt sous la guillotine. Il voit sa carrière et ses projets arrêtés alors même que les premiers coups de pioche s'abattent sur l'enceinte déjà désuète des fermiers généraux : si, dès juin 1790, la Ferme générale avait pu installer ses employés dans les pavillons de Ledoux, l'octroi est supprimé dès mai 1791, rendant l'ouvrage inutile. Symbole malgré lui de l'oppression fiscale, Ledoux, qui avait constitué une belle fortune et menait grand train, est arrêté et jeté à la prison de la Force.
Il donne encore un projet d'école d'agriculture pour le duc de Duras, son compagnon de captivité. Peut-être l'intervention du peintre David, gendre de l'entrepreneur Pécoul, considérablement enrichi dans la construction des octrois, lui évita-t-elle la guillotine, mais il perd sa fille préférée tandis que l'autre lui intente un procès.
Ledoux, rendu à la liberté, cesse de construire et s'attache à préparer la publication de son œuvre complète. Dès 1773, il avait commencé à faire graver ses constructions et ses projets, mais, en raison de l'évolution de son style, il ne cessait de retoucher ses dessins et les graveurs devaient constamment refaire leurs planches. Ledoux évolue vers une architecture toujours plus détaillée, colossale, avec de vastes parois de plus en plus lisses, des ouvertures de plus en plus rares, etc.
Pendant son emprisonnement, il avait commencé à rédiger un texte pour accompagner les gravures.
Seul le premier volume de l'ouvrage paraît de son vivant, en 1804, sous le titre L'Architecture considérée sous le rapport de l'art, des mœurs et de la législation. Il y présente le théâtre de Besançon, la saline d'Arc-et-Senans et la ville de Chaux.
Il meurt à Paris en 1806.

### L'utopiste

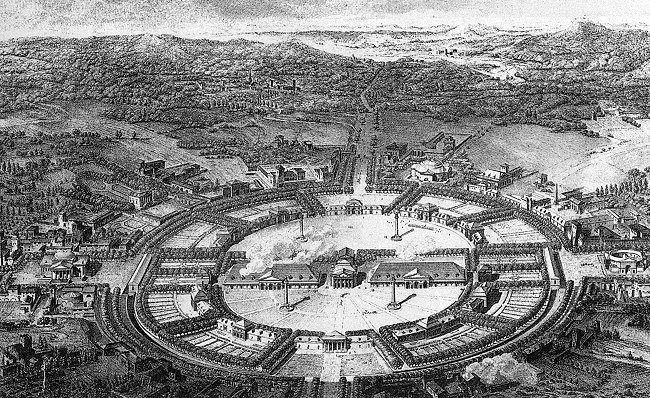
Projet pour la ville de Chaux, autour de la saline royale d'Arc-et-Senans.

Autour de la saline royale, Ledoux formalise ses conceptions innovantes d'un urbanisme et d'une architecture destinés à rendre la société meilleure, d'une Cité idéale chargée de symboles et de significations. Il est considéré, avec Étienne-Louis Boullée et ses projets de Cénotaphe de Newton ou de basilique, comme l'un des précurseurs du courant utopiste.
Dès 1775, il présente à Turgot les premières esquisses de la ville de Chaux, dont la saline royale devait former le centre. Le projet, constamment perfectionné, est gravé à partir de 1780.
Utopiste radical de l'architecture, enseignant à l'École royale des beaux-arts, il crée un singulier ordre architectonique, une nouvelle colonne formée d'une alternance de pierres cylindriques et cubiques superposées à l'effet plastique saisissant. L'époque est alors au retour à l'antique, à la distinction et au dépouillement, au goût pour le style « rustique ».

## Principales œuvres

### Réalisations

#### Liste des ouvrages réalisés
| Ouvrage                                                             | Emplacement                                                                       | Date de construction | État actuel          | Commentaires |
| ------------------------------------------------------------------- | --------------------------------------------------------------------------------- | -------------------- | -------------------- | --- |
| Décor du Café militaire (ou Café Godeau)                            | Paris, rue Saint-Honoré                                                           | 1762                 | disparu              | Boiseries remontées au musée Carnavalet. |
| Château de Mauperthuis                                              | Mauperthuis (Seine-et-Marne)                                                      | 1763                 | disparu              | |
| Hôtel du président Hocquart                                         | Paris, 66, rue de la Chaussée-d'Antin                                             | 1764-1765            | disparu              | |
| Hôtel d'Hallwyll                                                    | Paris, 28, rue Michel-le-Comte et 15, rue de Montmorency                          | 1766                 | existe               | Seule construction privée de Ledoux subsistant dans la capitale. |
| Hôtel d'Uzès                                                        | Paris, rue Montmartre,                                                            | 1767                 | disparu              | Détruit en 1870. Les boiseries du salon de compagnie sont conservées depuis 1968 au musée Carnavalet. |
| Château de Bénouville                                               | Bénouville (Calvados)                                                             | 1768-1769            | existe               | Propriété du conseil général du Calvados, le château abrite aujourd'hui la chambre régionale des comptes. |
| Hôtel de la présidente de Gourgues                                  | Paris, 53, rue Saint-Dominique                                                    |                      | existe               | A été reconstruit |
| Hôtel de Mlle Guimard                                               | Paris, 9, rue de la Chaussée-d'Antin                                              |                      | disparu              | |
| Maison de Mlle Saint-Germain                                        | Paris, rue Saint-Lazare                                                           | 1769-1770            | disparu              | |
| Pavillon Saint-Lambert                                              | Eaubonne (Val-d'Oise)                                                             |                      | disparu              | |
| Pavillon d'Attilly                                                  | Paris, faubourg Poissonnière                                                      | 1771                 | disparu              | |
| Pavillon de musique de Madame du Barry                              | Louveciennes (Yvelines)                                                           | 1770-1771            | existe               | Assez largement dénaturé : il a été déplacé et surélevé d'un étage dans les années 1930 par Charles Mewès pour le parfumeur François Coty |
| Hôtel de Montmorency                                                | Paris, 9e, 2, boulevard des Capucines, à l'angle de la rue de la Chaussée-d'Antin | 1769-1771            | disparu              | Pour le prince de Montmorency. Les boiseries du salon circulaire ont été remontées au musée des beaux-arts de Boston. Il a été gravé dans le recueil de Krafft et Ransonnette (1770-1800).                                                                                                   |
| Anciennes écuries de Madame du Barry                                | Versailles (Yvelines), 19 Avenue de Paris                                         | 1773-1774            | existent             | Travaux suspendus à la mort du roi Louis XV (1774) et achevés d'après les plans de Ledoux par Jean-François Chalgrin pour le comte de Provence, futur Louis XVIII, propriétaire des anciennes écuries de Madame du Barry à partir de 1775. Classé monument historique.                       |
| Saline royale d'Arc-et-Senans                                       | Arc-et-Senans (Doubs)                                                             | 1774-1779            | existe partiellement | Classée au titre des monuments historiques de la France en 1926 et 1940 et au patrimoine mondial de l'UNESCO en 1982 |
| Grenier à sel                                                       | Compiègne (Oise)                                                                  | 1775                 | existe               | |
| Théâtre Ledoux                                                      | Besançon (Doubs)                                                                  | 1778-1784            | existe               | L'intérieur, détruit par le feu en avril 1958, ne fut réaménagé qu'en 1994. |
| Hôtel Thélusson                                                     | Paris, rue de Provence                                                            | 1778                 | disparu              | Détruit en 1826 lors du prolongement de la rue Laffitte |
| Hôtel de Mme d'Espinchal                                            | Paris, rue des Petites-Écuries                                                    |                      | disparu              | |
| Parc de Bourneville                                                 | La Ferté-Milon (Aisne)                                                            |                      |                      | |
| Siège de la Ferme générale                                          | Paris, rue du Bouloi                                                              | [réf. nécessaire]    |                      | |
| Pavillons (ou propylées) aux barrières du mur des Fermiers généraux | Paris, boulevards extérieurs                                                      | 1785                 | disparu              | Seuls restent les pavillons de quatre barrières : rotonde du parc Monceau (barrière de Chartres) ; rotonde de la Villette (barrière Saint-Martin) ; pavillons de la barrière du Trône, près de la place de la Nation ; pavillons de la barrière d'Enfer, près de la place Denfert-Rochereau. |
| Château de la Bien-Assise de Guînes                                 | Guînes (Pas-de-Calais)                                                            | 1806                 | existe               | |

#### Galerie des ouvrages réalisés

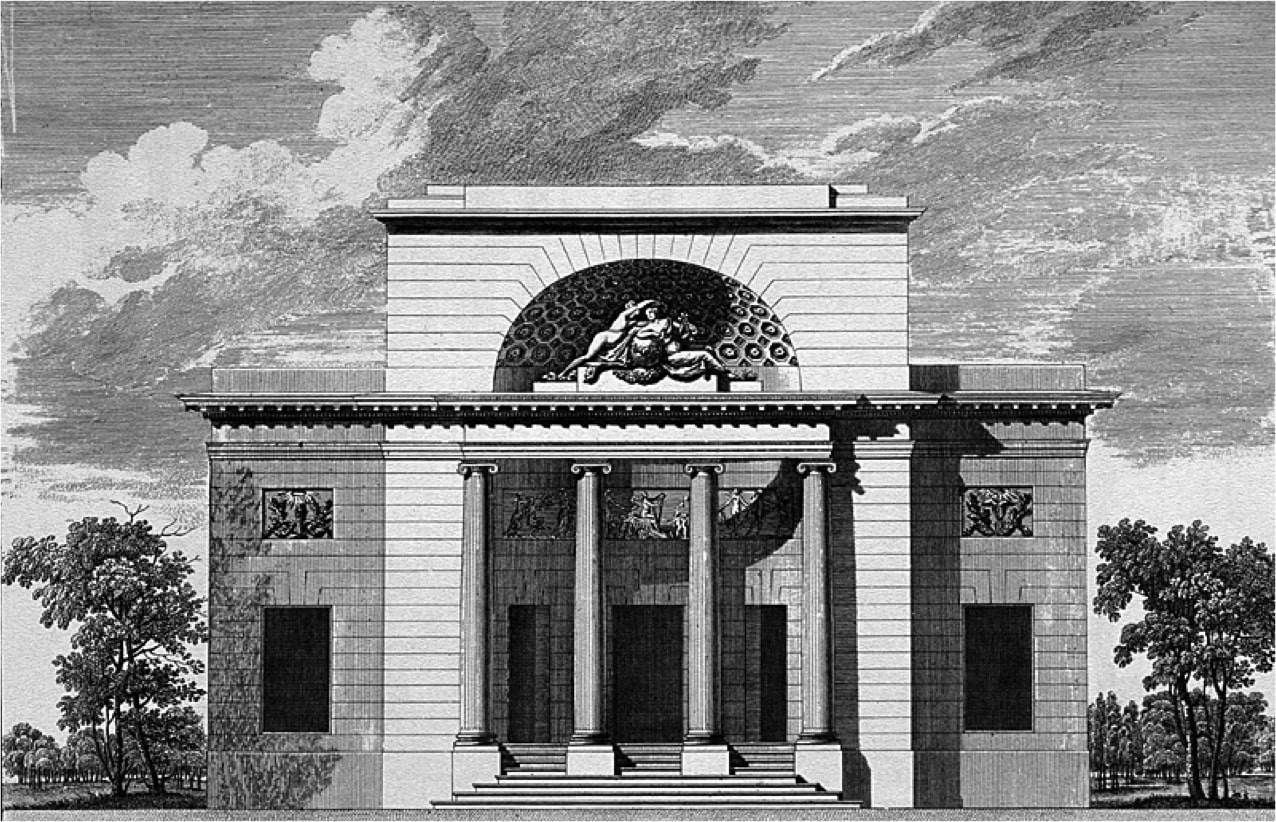
Hôtel de Mlle Guimard - Élévation.
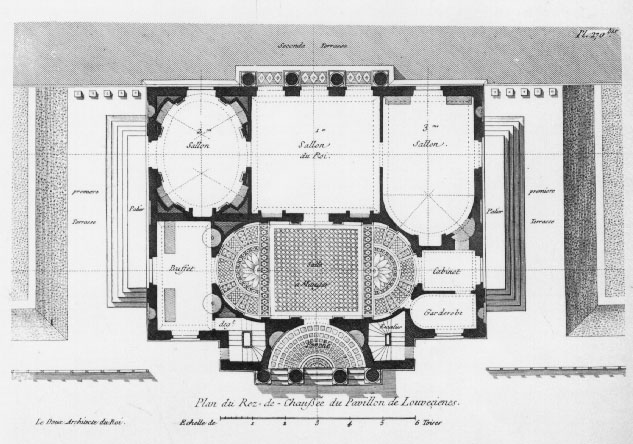
Pavillon de Louveciennes - Plan du rez-de-chaussée.
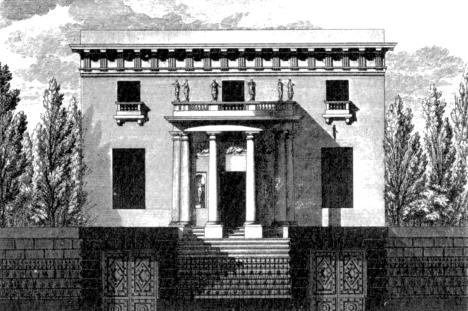
Hôtel de Mme d'Espinchal, Paris – Élévation.
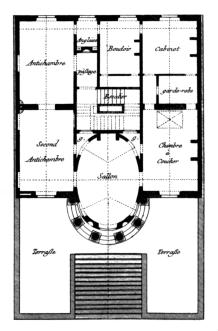
Hôtel de Mme d'Espinchal, Paris – Plan.
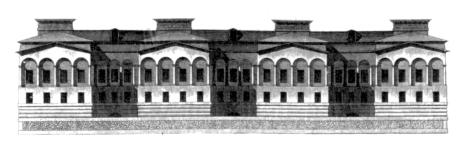
Immeuble Hosten.
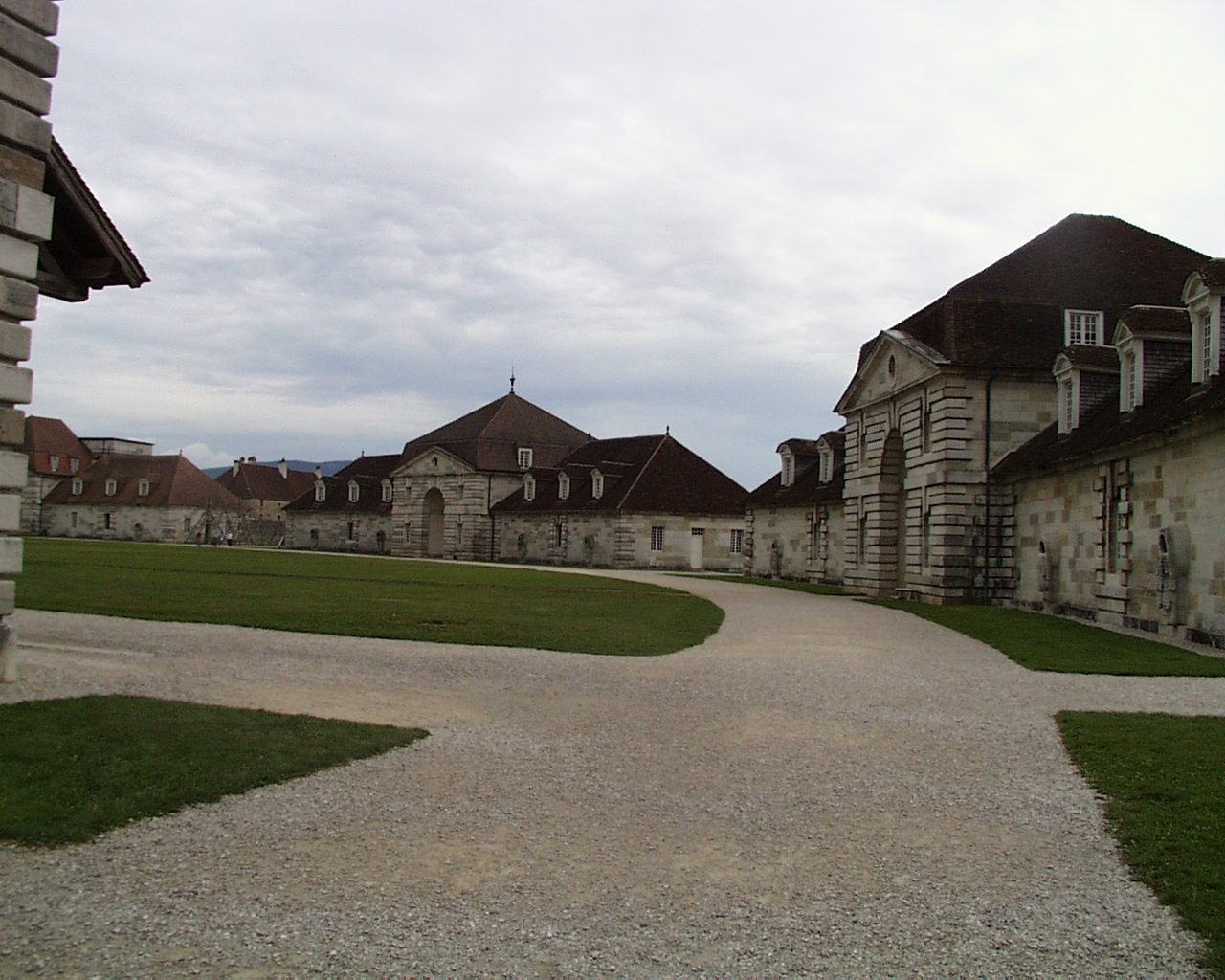
La saline royale d'Arc-et-Senans, vue partielle des bâtiments.
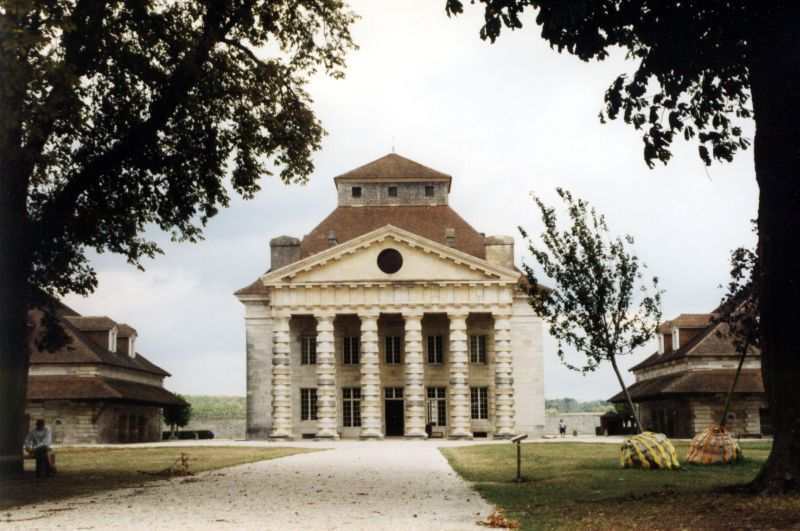
La saline royale d'Arc-et-Senans, pavillon du directeur.

### Projets

#### Liste des projets non réalisés
Parmi ses autres conceptions « visionnaires » :
- Projet de ville de Chaux, autour de la saline royale d'Arc-et-Senans, publié en 1804 :
  - Plan d'ensemble
  - Marché
- Projets pour Mauperthuis
  - Château
  - Vue générale du village[20]
  - Maison des gardes agricoles
- Projets pour la ville d'Aix-en-Provence, 1785-1786
  - Palais de justice
  - Prison
  - Palais du gouverneur[21]
- Projet d'« immeuble-loyer », 1792
- Pour Claude-Louis, marquis de Saisseval, acquéreur en 1779 d'un terrain situé à Paris entre la rue de Bourbon et le quai d'Orsay, Ledoux proposa de construire un ensemble de huit maisons séparées par des jardins sur une terrasse dominant la Seine. Cette composition de caractère palladien a été gravée dans L'architecture de C. N. Le Doux[22]. En définitive, le commanditaire préféra le projet d'Antoine-Charles Aubert.

#### Galerie: ville idéale de Chaux

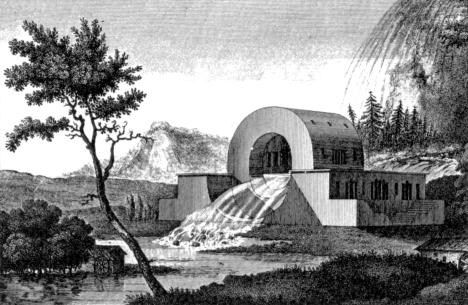
Projet de ville de Chaux – Maison de surveillants de la source de la Loue.
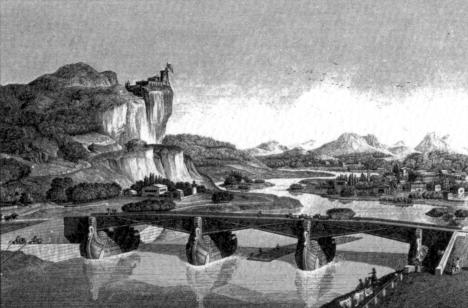
Projet de ville de Chaux – Pont.
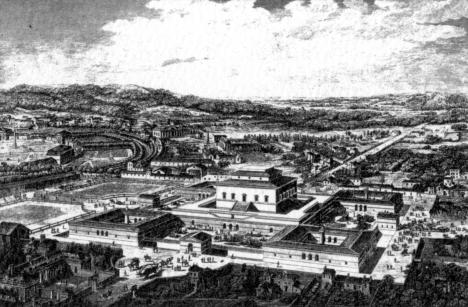
Projet de ville de Chaux – Le marché.
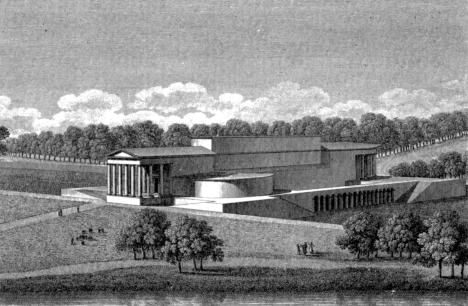
« Oikema » ou projet de maison de plaisir - Élévation.
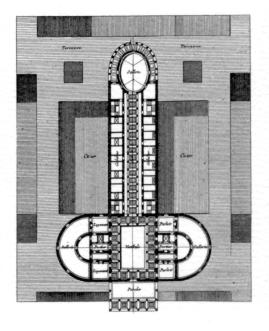
« Oikema » ou projet de maison de plaisir - Plan.
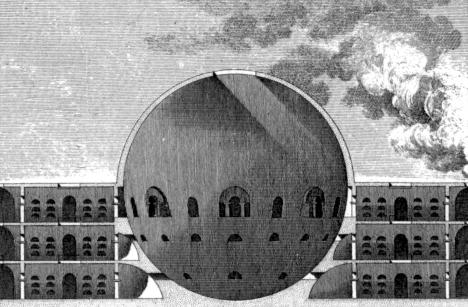
Projet de ville de Chaux – Le cimetière.

#### Galerie: projets de bâtiments publics

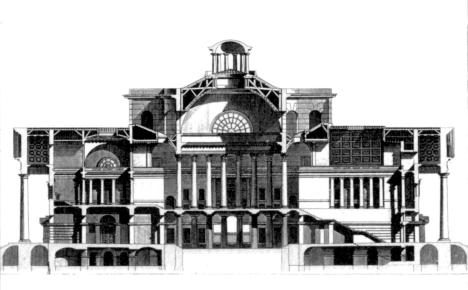
Aix-en-Provence, Projet de palais de justice – Vue en coupe.
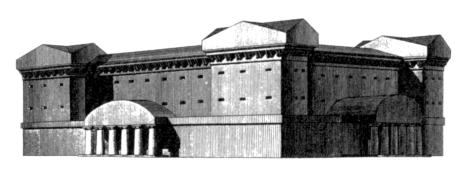
Aix-en-Provence, projet de prison – Vue en élévation.
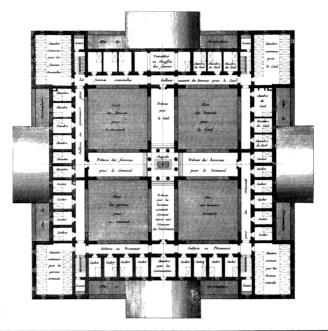
Aix-en-Provence, Projet de prison – Plan
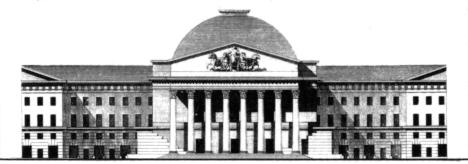
Marseille, projet de théâtre – Élévation.
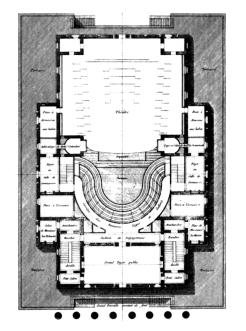
Marseille, projet de théâtre – Plan.
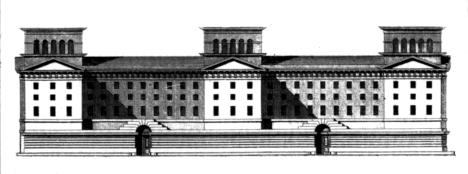
Projet pour le siège de la Ferme générale, Paris - Élévation.
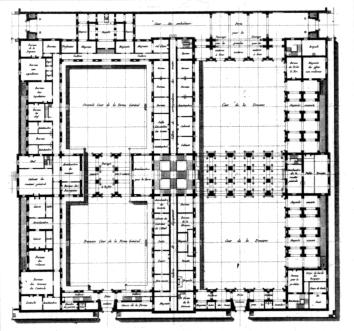
Projet pour le siège de la Ferme générale, Paris - Plan.
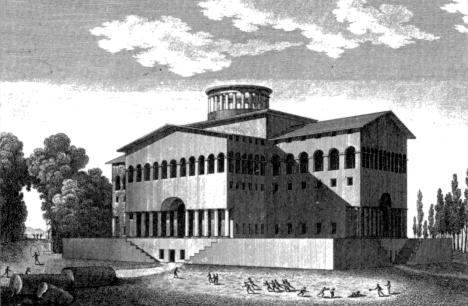
Projet d'école - Élévation.
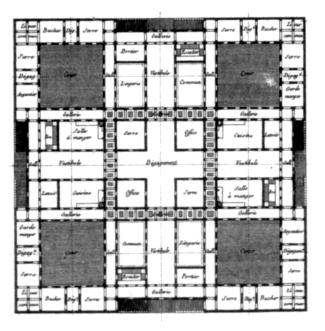
Projet d'école - Plan.
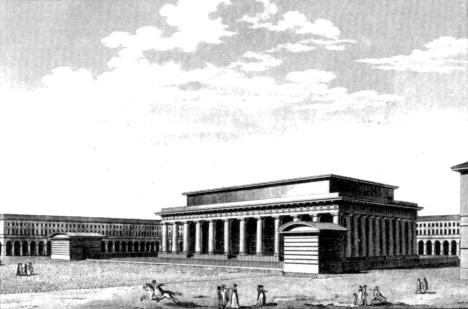

#### Galerie: projets d'établissements commerciaux et divers

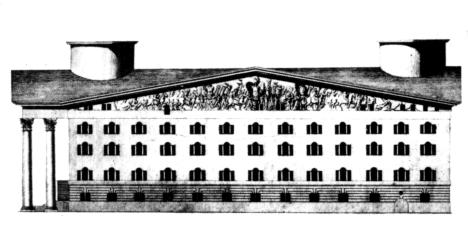
Château pour le Landgrave de Hesse-Cassel - Projet.
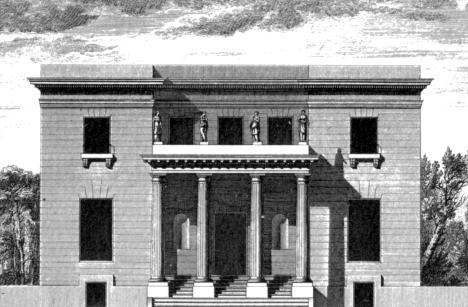
Projet d'hôtel particulier - Élévation.
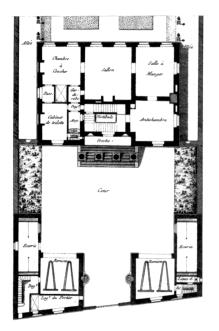
Projet d'hôtel particulier - Plan.
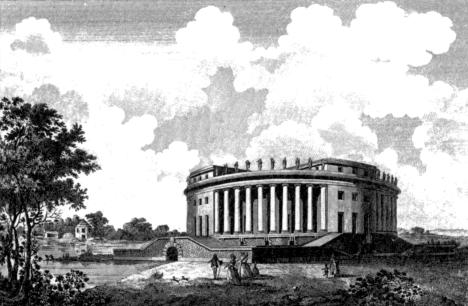
Projet de maison de campagne - Élévation.
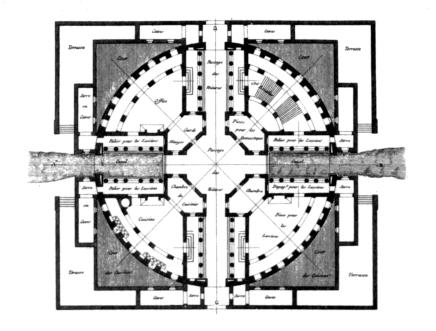
Projet de maison de campagne - Plan.
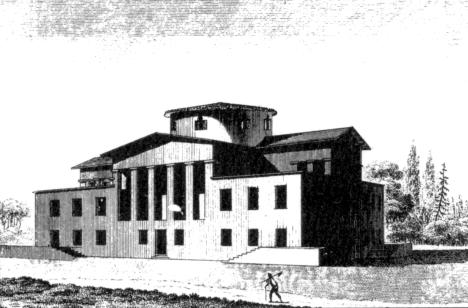
Projet de maison de campagne - Élévation.
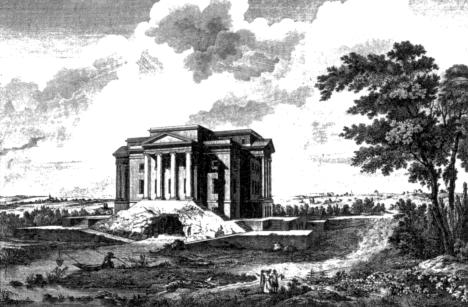
Projet de maison de campagne - Élévation.
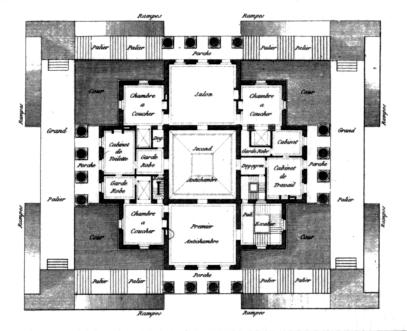
Projet de maison de campagne - Plan.
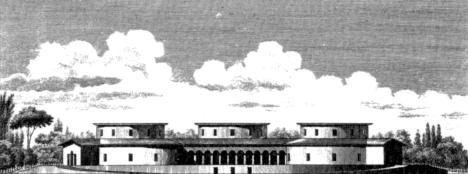
Projet de guinguette Faubourg Saint-Marceau – Élévation.
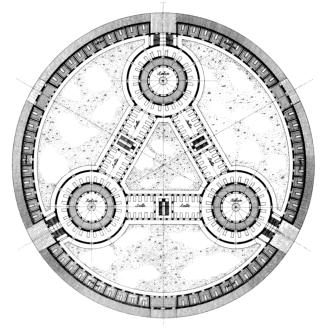
Projet de guinguette Faubourg Saint-Marceau – Plan.
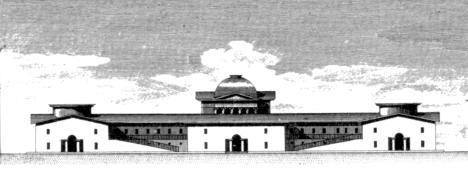
Projet de guinguette Faubourg Poissonnière – Élévation.
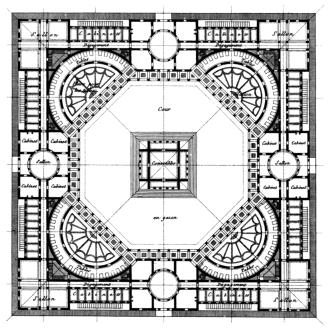
Projet de guinguette Faubourg Poissonnière – Plan.
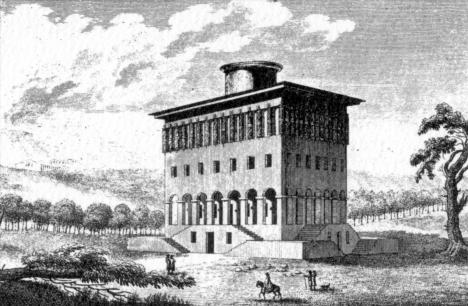
Projet de cercle - Élévation.
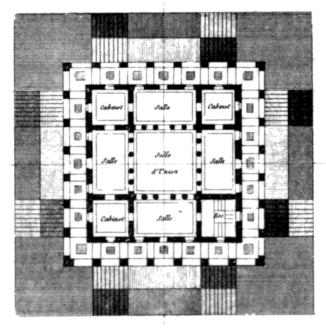
Projet de cercle - Plan.
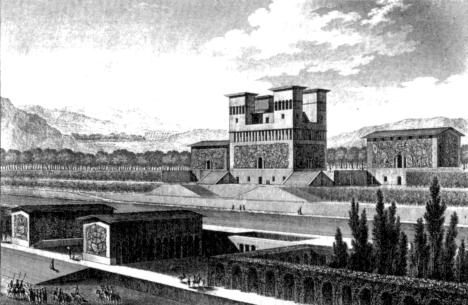
Projet de rendez-vous de chasse.
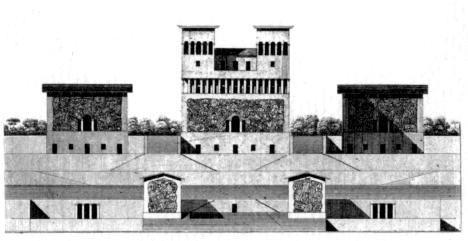
Projet de rendez-vous de chasse.
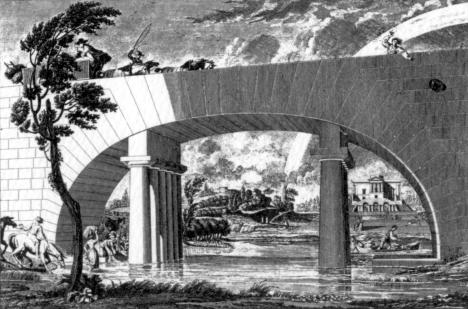
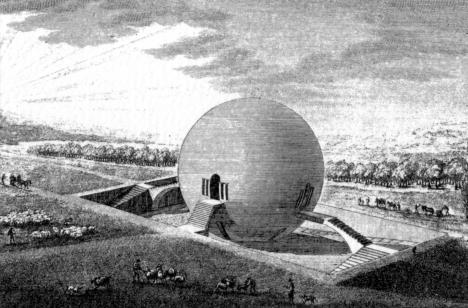
Parc de Mauperthuis - Projet de maison des gardes agricoles.

#### Galerie: projet de lotissement pour le marquis de Saisseval

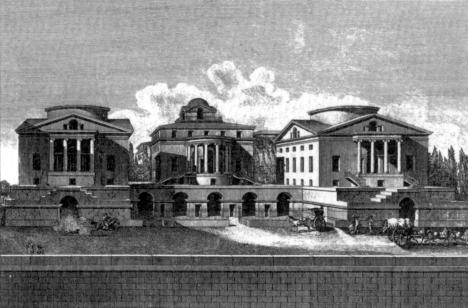
Projet de lotissement, entre la rue de Bourbon et le quai d'Orsay à Paris.

### Publications
En 1804 est publié un volume comprenant des œuvres allant de 1768 à 1789 : L'Architecture considérée sous le rapport de l'art, des mœurs et de la législation.

## Postérité critique
À leur publication, en 1804, les planches gravées de Ledoux sont admirées pour leur qualité d'exécution, mais le texte qui les accompagne est jugé délirant.
Depuis 1925, l'œuvre de Ledoux est réévaluée. Reconnu comme un visionnaire par le cubisme, le surréalisme ou le postmodernisme[Qui ?], Ledoux est désormais considéré comme l'un des tout premiers architectes de son temps.

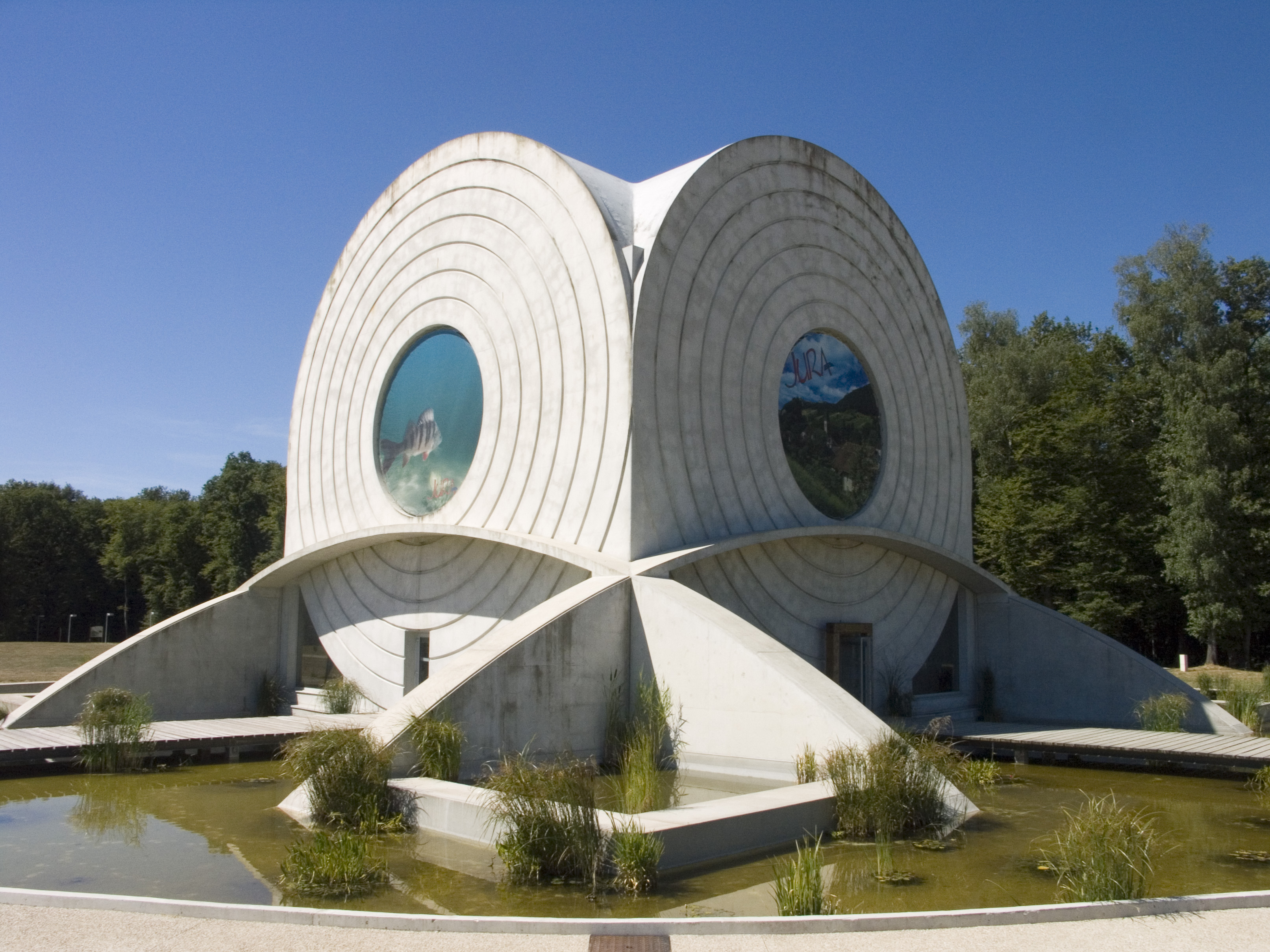
Le Pavillon des Cercles, sur l’A 39.

On peut alors parler d'un véritable « mythe Ledoux » dont témoignent les films de Pierre Kast (La Morte saison des amours, 1952 ; L'Architecte maudit, 1953) et son roman Le Bonheur ou le pouvoir.
En 1980, l'un des squares de la place Denfert-Rochereau à Paris prend le nom de square Claude-Nicolas-Ledoux. Le bicentenaire de la mort de Claude-Nicolas Ledoux a été célébré en 2006. Le Conseil général du Doubs organise durant cette année de nombreux événements à destination de tous les publics : expositions, concerts, journées grand public, colloques, visites, etc.
Une aire d'autoroute rend hommage à l'architecte : l'aire du Jura sur l'A39. Deux monuments ont été réalisés d'après des planches de l'architecte :
- le pavillon des Cercles (photo ci-contre) ;

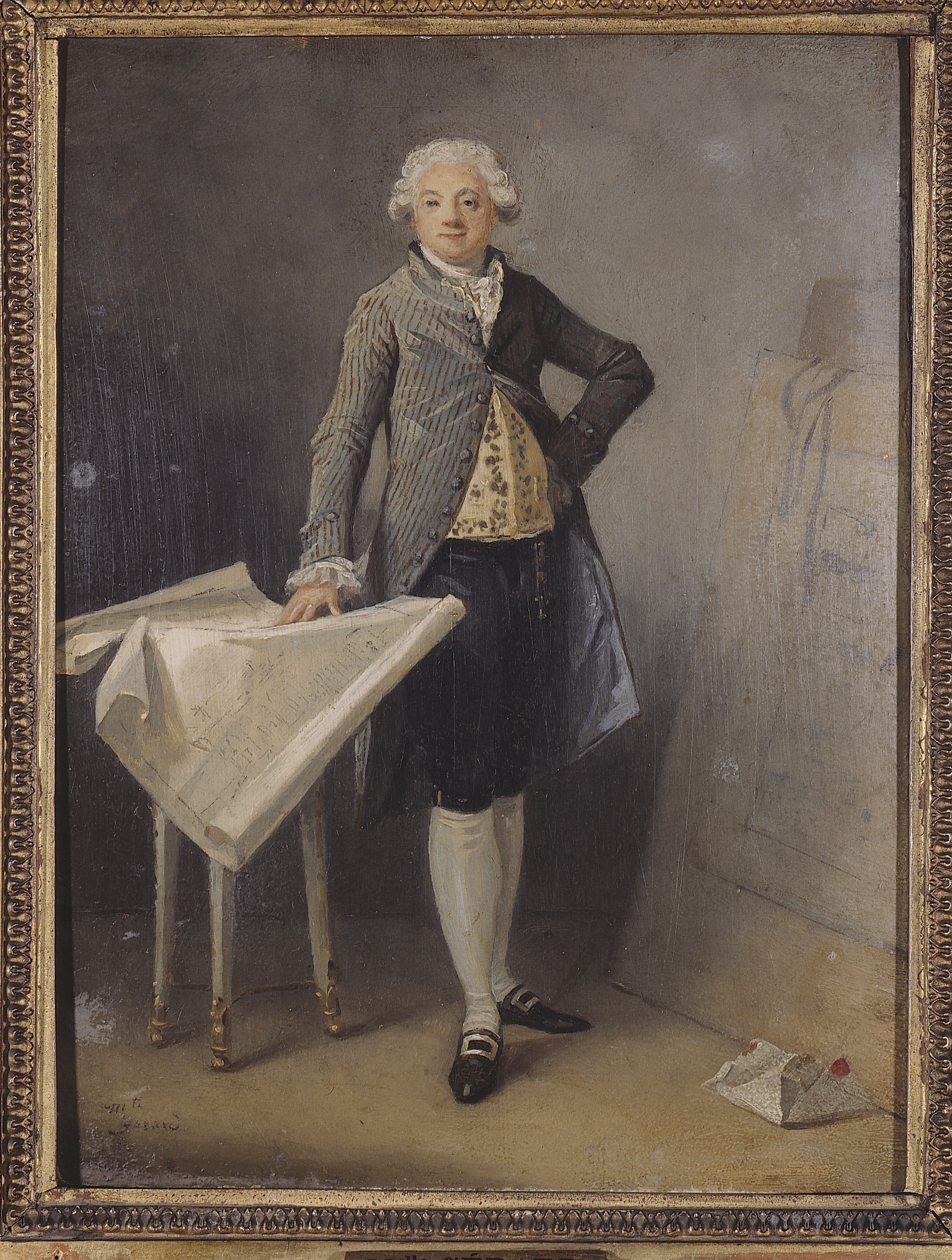
Marguerite Gérard, Portrait de Claude-Nicolas Ledoux, 1787

- la porte de Bourneville;

## Iconographie
Le musée Carnavalet conserve deux portraits de Ledoux. Le premier, attribué à Antoine-François Callet, représente l'architecte en compagnie de sa fille, tenant à la main le plan de la maison du directeur de la saline d'Arc-et-Senans. Le second, dû à Martin Drolling, est un portrait plus tardif, où Ledoux est peint à mi-corps, de face, assis sur une chaise. Ces deux toiles sont exposées dans la salle où ont été remontées les boiseries du Café militaire.
Un autre portrait de Ledoux en pied est au musée Cognacq-Jay, peint par Marguerite Gérard en 1787.

### Sources et bibliographie
- Philippe Bourdin, « Vu du théâtre, l’œil de Ledoux embrasse, celui du spectateur étreint », Siècles [En ligne], 49 | 2020, mis en ligne le 27 août 2020 ;
- Gérard Chouquer et Jean-Claude Daumas (dir.), Autour de Ledoux : architecture, ville et utopie, actes du colloque à la Saline royale d'Arc-et-Senans, les 25-27 octobre 2006, Besançon, Presses universitaires de Franche-Comté, coll. « Les Cahiers de la MSHE Ledoux », 2008, DOI 10.4000/books.pufc.25159 ;
- Michel Gallet, Claude-Nicolas Ledoux (1736-1806), Paris, 1980 [ouvrage de référence pour le catalogue des œuvres] ;
- Michel Gallet, Architecture de Ledoux, inédits pour un tome III, Paris, 1991 ;
- Michel Gallet, « Ledoux à Paris », Les Cahiers de la Rotonde no 2, Commission du Vieux Paris, Paris, 1978, p. 7-11 ;
- Michel Gallet, « Claude-Nicolas Ledoux (1736-1806) », Les Cahiers de la Rotonde no 3, Commission du Vieux Paris, p. 1 à 59, Paris, 1979, 29 fig. ;
- Michel Gallet, « Ledoux à Paris et en Île-de-France: guide de l'exposition », Les Cahiers de la Rotonde n°3, Commission du Vieux Paris, p. 61 à 131, Paris, 1979, 46 fig. ;
- Michel Gallet, « Documents relatifs à Claude-Nicolas Ledoux », Les Cahiers de la Rotonde n°3, Commission du Vieux Paris, Paris, 1979, p.135-156, 10 fig. ;
- Michel Gallet, « Sources manuscrites relatives à Nicolas Ledoux », Les Cahiers de la Rotonde no 3, Commission du Vieux Paris, Paris, 1979, p. 157-166, 7 fig. Répertoire des travaux de Ledoux et sources manuscrites s'y rapportant ;
- Michel Gallet, « Bibliographie de Claude-Nicolas Ledoux », Les Cahiers de la Rotonde no 3, Commission du Vieux Paris, Paris, 1979, p. 167-181 ;
- Michel Gallet, "Ledoux et sa clientèle parisienne", in Bulletin de la Société de l'histoire de Paris et de l'Ile de France, 1974-1975, pages 131-173, lire en ligne ;
- Emil Kaufmann, Three Revolutionary Architects, Boullée, Ledoux and Lequeu, Philadelphie, 1952 ;
- Geneviève Levallet-Haug, Claude-Nicolas Ledoux, 1736-1806, Paris et Strasbourg, 1934 ;
- Jean-Charles Moreux, Marcel Raval, Claude-Nicolas Ledoux, architecte du Roi, Paris, 1945 ;
- Daniel Rabreau, Claude-Nicolas Ledoux (1736-1806) : l'Architecture et les Fastes du temps, Bordeaux, 2000 (ouvrage de référence, par le spécialiste français de C.-N. Ledoux) ;
- Daniel Rabreau, Claude-Nicolas Ledoux, Paris, éd. du Patrimoine, 2005 ;
- Daniel Rabreau, Claude-Nicolas Ledoux et le livre d'architecture en français. Étienne-Louis Boullée, l'utopie et la poésie de l'art, Actes des colloques de décembre 1999 et décembre 2004, Paris, 2006 ;
- Jacques Rittaud-Hutinet, Claude-Nicolas Ledoux : L'Œuvre et la vie, Châtillon-sur-Chalaronne, Ed. La Taillanderie, 2005 ;
- Cornelius Steckner, Ledoux, Kassel und der Amerikanische Unabhängigkeitskrieg, in: XXVIIe Congrès International d'Histoire de l'Art. L'Art et les Révolutions, Strasbourg 1992, S. 345 - 372 (contrôleur général des bâtiments de Cassel) ;
- Bernard Stoloff, L'affaire Claude-Nicolas Ledoux, autopsie d'un mythe, Pierre Mardaga éditeur, Bruxelles, 1979  (ISBN 2-87009-088-9) (BNF 34918684) ;
- Anthony Vidler, Ledoux, Paris, 1987 [ouvrage de référence, par la spécialiste américain de C.-N. Ledoux] ;
- Anthony Vidler, Claude-Nicolas Ledoux, Architecture and Social Reform at the End of the Ancien Régime, Cambridge (Mass.) et Londres, 1990 ;
- Anthony Vidler, Ledoux, Paris, F. Hazan, 2005, 160 p., 22 cm,  (ISBN 978-2-85025-994-4) ;
- Marie Bels, Sur les traces de Ledoux, Marseille, Parenthèses, 2004, 187 p., 28 cm,  (ISBN 978-2-86364-079-1).